# Jewhen Tscherwonenko

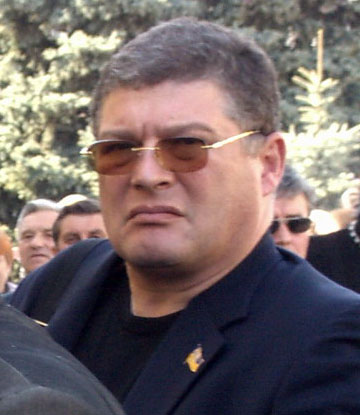
Jewhen Tscherwonenko, 2003

Jewhen Alfredowytsch Tscherwonenko (ukrainisch Євген Альфредович Червоненко; * 20. Dezember 1959 in Dnepropetrowsk, Ukrainische SSR, Sowjetunion) ist ein ukrainischer Politiker und Rallye-Beifahrer. Er war von Februar bis September 2005 Verkehrsminister.

## Leben
Jewhen Tscherwonenko studierte von 1977 bis 1982 an der Nationalen Bergbauuniversität in Dnepropetrowsk.
Während der Orangen Revolution unterstützte er den pro-westlichen Kandidaten Wiktor Juschtschenko. Nach Juschtschenkos Sieg wurde ihm der Posten des Innenministers angeboten, den er jedoch ablehnte.
Tscherwonenko war Mitglied der Werchowna Rada der IV. Legislaturperiode in der Fraktion der Partei Unsere Ukraine. Seine Partei war in dieser Zeit im Blok Nascha Ukrajina – Narodna samooborona. Vom 4. Februar 2005 bis 28. September 2005 war er Verkehrsminister der Ukraine. Anschließend war er vom 8. Dezember 2005 bis 24. Dezember 2007 Gouverneur der Oblast Saporischschja. 2010 unterstützte er bei der Präsidentschaftswahl den Oppositionsführer Wiktor Janukowytsch. Als stellvertretender Bürgermeister Kiews war Tscherwonenko für die Vorbereitung der Fußball-Europameisterschaft 2012 in Kiew zuständig. Er ist Vize-Präsident des Europäischen Jüdischen Kongresses.
Bei der Parlamentswahl in der Ukraine 2019 war er im Wahlkreis 134 „Odessa“ Zweitplatzierter.
Tscherwonenko ist verheiratet mit Nina und wurde 2008 Vater von Alfred. Zuvor war er mit Margarita Tscherwonenko verheiratet.
Seit Anfang der 1980er-Jahre ist Tscherwonenko im Rallyesport als Beifahrer aktiv. Unter anderem gewann er zusammen mit Oleksandr Saljuk jr. 2013 die Rallye Bulgarien.

## Auszeichnungen
- 1999: Nordstern-Orden[11]
- 2004: Verdienstorden[12]
- 2009: Orden des Fürsten Jaroslaw des Weisen V. Klasse[13]
- Ritter des Verdienstordens der Republik Polen